# Vojenská kaple (Akademie ozbrojených sil generála Milana Rastislava Štefánika)
Vojenská kaple Akademie ozbrojených sil (slovensky také Vojenská kaplnka sv. Jany z Arku) se nachází v areálu univerzity Akademie ozbrojených sil generála Milana Rastislava Štefánika v Demänové v Liptovském Mikuláši (okres Liptovský Mikuláš, Žilinský kraj) na Slovensku.

## Další informace
Patronkou kaple a místní vojenské katolické farnosti je Jana/Johanka z Arku. Farnost zde byla založena 1. května 2004 Vojenským ordinářem Mons. Františekem Rábkem. Slavnostní otevření farnosti a vysvěcení kaple proběhlo 11. května 2004.

## Galerie

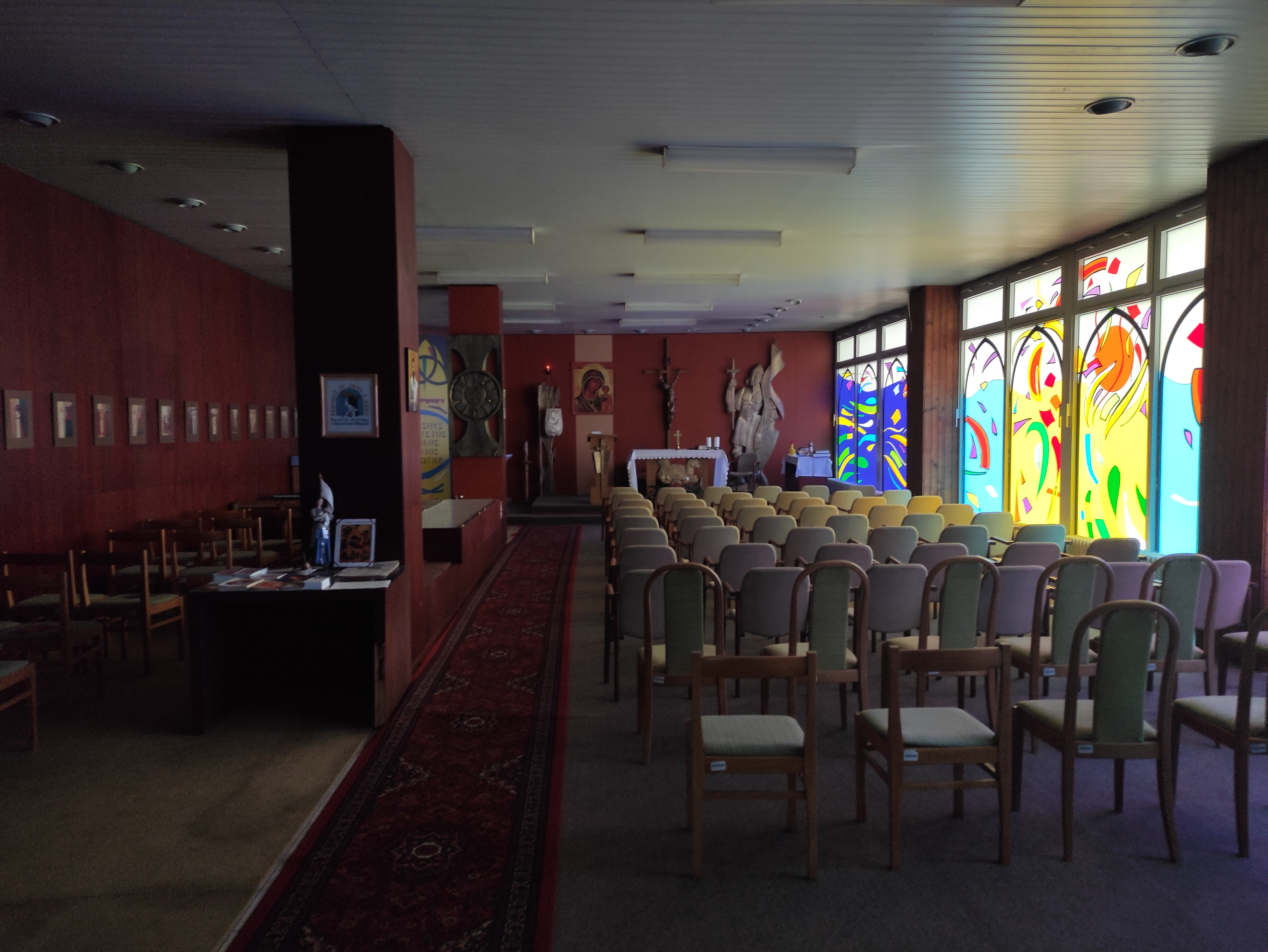
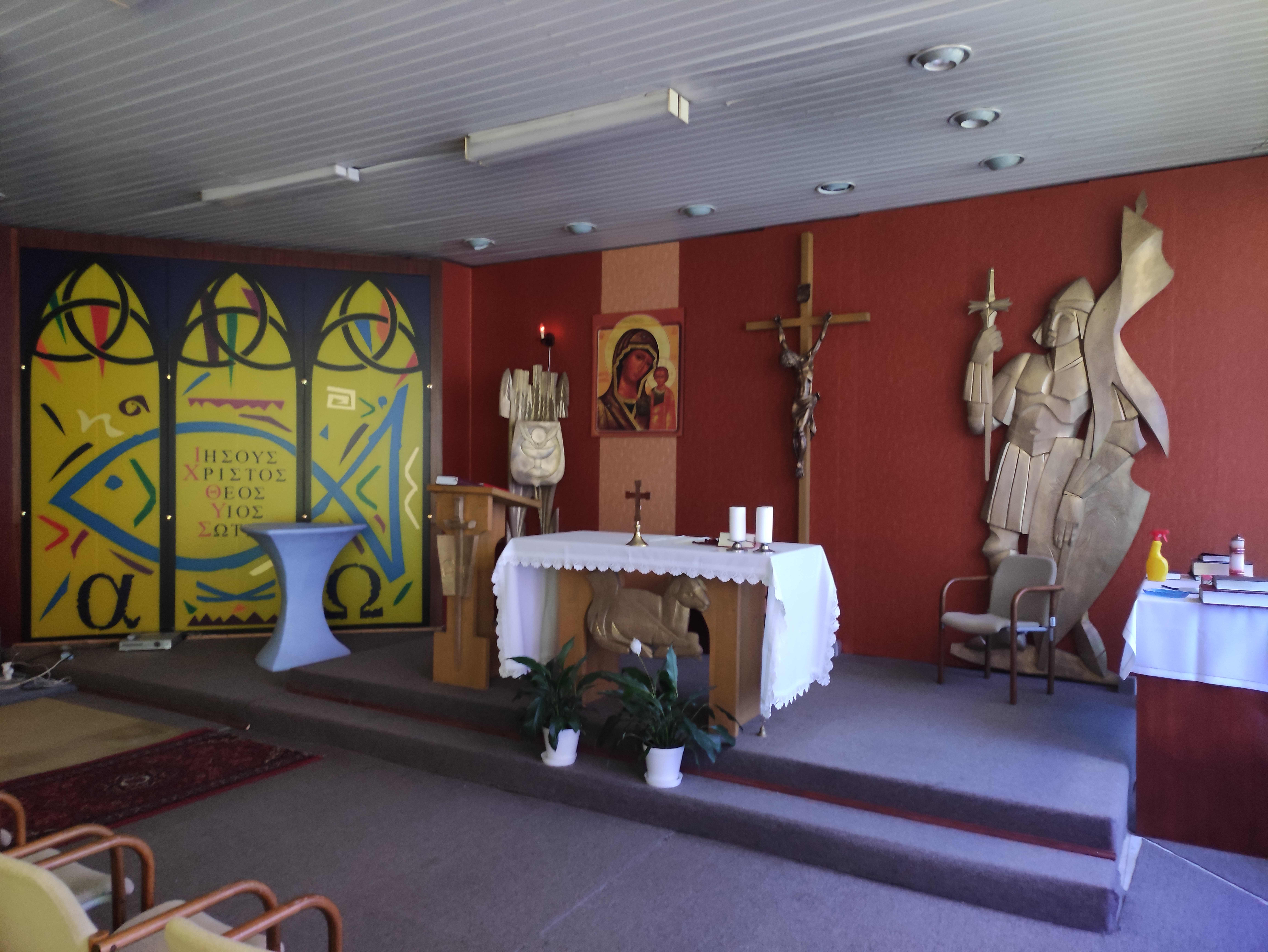